# Хидоятов, Бекзод Шавкатович
Бекзод Шавкатович Хидоятов — (родился 4 сентября 1990 года) - высокопоставленный государственный служащий, журналист. Работал обозревателем, ведущим редактором, заведующим Секретариатом Национального информационного агентства Узбекистана – УзА (2014-2017 гг.), начальником отдела, руководителем информационной службы Агентства информации и массовых коммуникаций при Администрации Президента Республики Узбекистан (2017-2019 гг.), С 13 мая 2019 года начал работу на должности главного специалиста пресс-службы Премьер-министра Республики Узбекистан, а с 17 мая 2023 года является пресс-секретарем Премьер-министра Республики Узбекистан.

## Биография
Бекзод Хидоятов родился 4 сентября 1990 года в Ташкентской области в семье рабочего и дехканина. Отец - Хидаятов Шавкат Васикович (03.06.1966 г.р.) - служащий АО "Узбекистон темир йуллари", мать - Пулатова Майрамхан Собитходжаевна (31.12.1968 г.р.). В 2014 году окончил факультет журналистики Национального университета Узбекистана имени Мирзо Улугбека. Женат, имеет 2 детей.

## Трудовая деятельность
Бекзод Хидоятов начал свою трудовую деятельность обозревателем Редакции местных новостей Национального информационного агентства Узбекистана –УзА по Ташкентской области. Некоторое время работал ведущим редактором Редакции республиканских новостей УзА.
	В 2016-2017 годах он занимал должность заведующего Секретариатом Национального информационного агентства Узбекистана, в 2017-2018 годах руководителя Информационной службы - пресс-секретарем Агентства информации и массовых коммуникаций при Администрации Президента Республики Узбекистан, в 2018-2019 годах начальника отдела международных связей Агентства информации и массовых коммуникаций при Администрации Президента Республики Узбекистан, в 2019-2023 годах главным специалистом пресс-службы Премьер-министра Республики Узбекистан. С 17 мая 2023 года работает руководителем пресс-службы– пресс-секретарем Премьер-министра Республики Узбекистан.
За время журналистской деятельности многие его статьи, видеоролики и репортажи печатались на главных страницах ведущих печатных и электронных изданий республики.
Подготовил множество политических репортажей в «pool»е журналистов Президента Республики Узбекистан Шавката Мирзиёева.
В ходе своей деятельности в качестве руководителя Информационной службы– пресс-секретаря Агентства информации и массовых коммуникаций при Администрации Президента Республики Узбекистан обеспечил организацию и эффективную работу пресс-центра по освещению Международного форума искусства маком и Международного фестиваля искусства бахши.
Вместе с тем, он принимал активное участие в разработке и реализации мероприятий, направленных на дальнейшее совершенствование информационного обеспечения органов государственного и хозяйственного управления Кабинета Министров.
Он успешно реализовал организационную работу, связанную с обеспечением участия делегации Узбекистана в международных книжных выставках, созданием «Национального павильона Узбекистана».
В 2016 году занял первое место в республиканском конкурсе «Самый активный молодой журналист года».